# Mélanie Hahnemann
Marie Melanie d'Hervilly Gohier Hahnemann (2 de fevereiro de 1800 - maio de 1878) foi uma homeopata e médica francesa. Casou-se em 1835 com Samuel Hahnemann, sendo sua segunda esposa.
Nascida numa nobre família francesa, após brigas com sua mãe saiu de casa e foi morar com seu professor de pintura Guillaume Guillon-Lethiere em 1815. Durante a epidemia de cólera em 1832 em Paris ela interessou-se pela homeopatia. Em 1834, visitou Hahnemann e um ano depois casaram-se. Abriram uma clínica em Paris e ajudava Hahnemann. Foi diplomada pela The Allentown Academy of The Homeopathic Healing Art nos Estados Unidos.
Foi sucessora na obra de seu marido, o Organon.